# Nokia Asha (plataforma)
Nokia Asha es un sistema operativo para móviles y plataforma informática diseñado para teléfonos inteligentes de gama baja, basado en el software de Teléfono inteligente que fue adquirida por Nokia. La plataforma hereda similitudes en la interfaz de usuario con Symbian, Maemo y MeeGo, y sustituyó a la serie 40 en los dispositivos de gama baja de Nokia. El equipo de diseño de la interfaz de usuario fue liderado por Peter Skillman, que había trabajado anteriormente en webOS y el diseño de MeeGo para el Nokia N9.